# ماکسیم ایمرکوف
ماکسیم ایمرکوف (اوکراینی: Максим Ігорович Імереков؛ زادهٔ ۲۳ ژانویهٔ ۱۹۹۱) بازیکن فوتبال اهل اوکراین است.
از باشگاه‌هایی که در آن بازی کرده‌است می‌توان به باشگاه فوتبال زوریا لوهانسک، باشگاه فوتبال شاختار دونتسک، باشگاه فوتبال تورپیدو-بلاز ژودزینا، و باشگاه فوتبال متالورگ زاپروژیا اشاره کرد.
وی همچنین در تیم‌های ملی فوتبال Ukraine national under-17 football team, Ukraine national under-18 football team, Ukraine national under-19 football team، زیر ۲۰ سال اوکراین، و زیر ۲۱ سال اوکراین بازی کرده‌است.